# Найдлингер, Густав
Густав Найдлингер (нем. Gustav Neidlinger; 21 марта 1910, Майнц — 26 декабря 1991, Бад-Эмс) — немецкий певец (бас-баритон).

## Биография
Учился в консерватории Франкфурта-на-Майне. В 1931—1934 выступал в Майнцском городском театре, в 1934—1935 — в театре города Плауэн (Саксония), в 1935—1950 — в Гамбургской государственной опере. С 1950 и до конца карьеры был членом ансамбля Штутгартской государственной оперы. Там в 1951 он участвовал в немецкой премьере оперы Стравинского «Похождения повесы». С 1956 также был членом ансамбля Венской государственной оперы. Неоднократно гастролировал в Парижской Гранд-опера (1953—1967) и лондонском театре Ковент-Гарден. В 1958 участвовал в Эдинбургском фестивале. В 1952—1973 был постоянным участником Байройтского фестиваля.
Благодаря драматизму исполнения Найдлингер имел большой успех в качестве вагнеровского певца. Особенно он прославился в таких «зловещих» партиях, как Альберих в «Кольце Нибелунга», Клингзор в «Парсифале», Пицарро в «Фиделио», но при этом был неожиданно хорош и в комических ролях. Выступал в ораториях.